# Guitarras Jackson
Jackson es un fabricante de guitarras originalmente operado por Grover Jackson, un socio de Wayne Charvel de Charvel Guitars. Es principalmente conocido por su modelo de guitarra "Rhoads" V, originalmente diseñado y usado por el guitarrista Randy Rhoads. Otro músico que utilizó las tipo Rhoads entre 1982 y 1984 fue Vinnie Vincent (ex guitarrista de Kiss). Este modelo inspiró a Grover a iniciar la compañía de guitarras Jackson.
Wayne Charvel le vendió sus intereses sobre el nombre Charvel a Grover Jackson el 10 de noviembre de 1978. El establecimiento estaba situado en San Dimas, California y fabricaron guitarras en ese lugar entre 1979 y 1986, cuando la compañía se fusionó con IMC (International Music Corporation), un importador de instrumentos musicales con base en Texas.
Recientemente, los derechos sobre el nombre Charvel y el permiso de manufacturar guitarras Charvel fue cedido a la Fender Guitar Company. Ahora Fender está fabricando guitarras casi con los mismos detalles idénticos a las Charvel originales de San Dimas, salvo por unos pocos detalles. En algunos casos, estas guitarras se construyen incluso con partes originales de Charvel.
Sus guitarras se han vuelto famosas principalmente por sus modelos esbeltos y elegantes, a menudo con un aspecto agresivo, muy popular en el ambiente del heavy metal. Se han hecho particularmente populares entre músicos del thrash metal y otras ramas de metal extremo.
La mayoría de las guitarras Jackson (y también muchas Charvel) comparten la típica pala (clavijero) triangular, la que es simplemente una pala al estilo de la Gibson Explorer, modificada para evitar problemas de plagio. Charvel/Jackson fue objeto de muchas demandas por plagio de parte de Gibson y Fender, que condujeron a utilizar el clavijero estilo "Explorer" modificado. Esto también puso fin al uso de clavijeros al estilo Stratocaster en las guitarras Charvel. Varios modelos llevan un clavijero invertido, con la punta orientada hacia arriba.

## Modelos
Entre los modelos de Jackson se destacan:
- Jackson Randy Rhoads: diseño en forma de V asimétrica con extremos puntiagudos.
- Soloist: diseño superstrat con el mástil a través del cuerpo.
- Jackson Dinky: diseño superstrat con el mástil atornillado al cuerpo.
- Kelly: versión estilizada de la popular Gibson Explorer, usada habitualmente por Marty Friedman y Christian Jovanny en su época con Megadeth.
- King V: diseño en forma de V simétrica con extremos largos y puntiagudos, no diseñada, pero sí popularizada por Dave Mustaine de Megadeth.
- DR: modelo con el clavijero invertido. Popularizada por Anand Bhatt.
- Warrior: su diseño consiste en cuatro extremos puntiagudos que imitan la forma del clavijero, usada habitualmente por Wes Borland de Limp Bizkit.
- Kelly Star: diseño en forma de estrella, en realidad, la mitad superior de la Kelly con las puntas de la Rhoads. Solo fue fabricada por un corto periodo de tiempo alrededor de 2000 y 2001, y es muy difícil de encontrar hoy en día.
- Y2KV: diseño similar a la Gibson Flying V. Diseñada y popularizada por Dave Mustaine, de Megadeth.
- Fusion: diseño similar a la Dinky, con escala corta, y circuitería activa.
- Rhythmist: modelo ficticio muy codiciado, que es un complemento de la Soloist. Se diferencia por tener sólo una pastilla, en la posición del puente, y nueve trastes. Se usa exclusivamente como guitarra rítmica.
- Performer: aparece en los modelos de Jackson producidos durante el principio de la década de 1990 en las fábricas de ultramar. Sus precios varían entre los 400 y los 1000 dólares estadounidenses, según las características particulares del modelo.